# Winter X Games 25
Winter X Games 25 – dwudziesta piąta edycja zimowych X Games. Została rozegrana w dniach 29–31 stycznia 2021 roku w ośrodku narciarskim Buttermilk w amerykańskim Aspen. Z powodu pandemii COVID-19 do wydarzenia nie została dopuszczona publiczność.

## Narciarstwo

### Big Air
| Miejsce | Zawodnik               | Skok 1 | Skok 2 | Skok 3 | Skok 4 | Skok 5 | Skok 6 | Wynik |
| ------- | ---------------------- | ------ | ------ | ------ | ------ | ------ | ------ | ----- |
|         | Andri Ragettli         | 46     | 46     | 48     | 31     | 45     | 9      | 94    |
|         | Antoine Adelisse       | 44     | 8      | 22     | 19     | 46     | 43     | 90    |
|         | Alexander Hall         | 39     | 14     | 43     | 44     | 45     | 43     | 89    |
| 4.      | Alex Beaulieu-Marchand | 36     | 25     | 41     | 18     | 16     | 45     | 86    |
| 5.      | Evan McEachran         | 42     | 35     | 44     | 9      | 16     | 42     | 86    |
| 6.      | Henrik Harlaut         | 42     | 38     | 14     | 33     | 29     | 41     | 83    |
| 7.      | James Woods            | 31     | 39     | 8      | 33     | 39     | 9      | 78    |
| 8.      | Quinn Wolferman        | 14     | 32     | 28     | 20     | 31     | 23     | 63    |

| Miejsce | Zawodniczka      | Skok 1 | Skok 2 | Skok 3 | Skok 4 | Skok 5 | Wynik |
| ------- | ---------------- | ------ | ------ | ------ | ------ | ------ | ----- |
|         | Mathilde Gremaud | 15     | 45     | 14     | 46     | 14     | 91    |
|         | Megan Oldham     | 33     | 44     | 10     | 14     | 23     | 77    |
|         | Eileen Gu        | 41     | 13     | 13     | 32     | 13     | 73    |
| 4.      | Caroline Claire  | 36     | 10     | 9      | 35     | 11     | 71    |
| 5.      | Sarah Höfflin    | 11     | 39     | 27     | 9      | 11     | 66    |
| 6.      | Isabel Atkin     | 27     | 32     | 24     | 30     | 32     | 62    |

### Slopestyle
| Miejsce | Zawodnik               |
| ------- | ---------------------- |
|         | Nicholas Goepper       |
|         | Ferdinand Dahl         |
|         | Evan McEachran         |
| 4.      | Alex Beaulieu-Marchand |
| 5.      | Andri Ragettli         |
| 6.      | Alexander Hall         |
| 7.      | Colby Stevenson        |
| 8.      | Fabian Bösch           |
| 9.      | James Woods            |
| 10.     | Quinn Wolferman        |

| Miejsce | Zawodniczka      |
| ------- | ---------------- |
|         | Eileen Gu        |
|         | Isabel Atkin     |
|         | Megan Oldham     |
| 4.      | Sarah Höfflin    |
| 5.      | Mathilde Gremaud |

### SuperPipe
| Miejsce | Zawodnik       |
| ------- | -------------- |
|         | Nico Porteous  |
|         | Aaron Blunck   |
|         | Birk Irving    |
| 4.      | Brendan MacKay |
| 5.      | David Wise     |
| 6.      | Gus Kenworthy  |
| 7.      | Alex Ferreira  |
| 8.      | Noah Bowman    |

| Miejsce | Zawodniczka     |
| ------- | --------------- |
|         | Eileen Gu       |
|         | Cassie Sharpe   |
|         | Rachael Karker  |
| 4.      | Zoe Atkin       |
| 5.      | Devin Logan     |
| 6.      | Annalisa Drew   |
| 7.      | Brita Sigourney |

### Knuckle Huck
| Miejsce | Zawodnik        |
| ------- | --------------- |
|         | Henrik Harlaut  |
| —       | Fabian Bösch    |
| —       | Quinn Wolferman |
| —       | Ferdinand Dahl  |
| —       | Jossi Wells     |
| —       | Jesper Tjäder   |
| —       | Alexander Hall  |
| —       | Colby Stevenson |

## Snowboarding

### Big Air
| Miejsce | Zawodnik         | Skok 1 | Skok 2 | Skok 3 | Skok 4 | Skok 5 | Wynik |
| ------- | ---------------- | ------ | ------ | ------ | ------ | ------ | ----- |
|         | Marcus Kleveland | 48     | 48     | 14     | 35     | 41     | 96    |
|         | Sven Thorgren    | 44     | 48     | 20     | 24     | 47     | 95    |
|         | Mons Røisland    | 45     | 40     | 48     | 44     | 13     | 93    |
| 4.      | Chris Corning    | 47     | 41     | 11     | 41     | 45     | 92    |
| 5.      | Takeru Otsuka    | 42     | 49     | 13     | 12     | 13     | 91    |
| 6.      | Yūki Kadono      | 14     | 11     | 42     | 24     | 29     | 71    |
| 7.      | Dusty Henricksen | 40     | 13     | 11     | 17     | 12     | 57    |
| 8.      | Rene Rinnekangas | 40     | 10     | 11     | 15     | 13     | 55    |

| Miejsce | Zawodniczka          | Skok 1 | Skok 2 | Skok 3 | Skok 4 | Skok 5 | Wynik |
| ------- | -------------------- | ------ | ------ | ------ | ------ | ------ | ----- |
|         | Jamie Anderson       | 38     | 44     | 45     | 10     | 14     | 89    |
|         | Miyabi Onitsuka      | 47     | 11     | 39     | 12     | 12     | 86    |
|         | Zoi Sadowski-Synnott | 9      | 44     | 10     | 42     | 12     | 86    |
| 4.      | Laurie Blouin        | 41     | 35     | 11     | 43     | 42     | 85    |
| 5.      | Reira Iwabuchi       | 10     | 40     | 41     | 24     | 43     | 84    |
| 6.      | Kokomo Murase        | 12     | 10     | 45     | 35     | 11     | 80    |
| 7.      | Anna Gasser          | 35     | 11     | 41     | 33     | 16     | 76    |
| 8.      | Julia Marino         | 20     | 28     | 35     | 11     | 10     | 63    |

### Slopestyle
| Miejsce | Zawodnik          |
| ------- | ----------------- |
|         | Dusty Henricksen  |
|         | Mons Røisland     |
|         | Rene Rinnekangas  |
| 4.      | Justus Henkes     |
| 5.      | Marcus Kleveland  |
| 6.      | Redmond Gerard    |
| 7.      | Sven Thorgren     |
| 8.      | Ståle Sandbech    |
| 9.      | Lyon Farrell      |
| 10.     | Sebastien Toutant |

| Miejsce | Zawodniczka          |
| ------- | -------------------- |
|         | Jamie Anderson       |
|         | Zoi Sadowski-Synnott |
|         | Laurie Blouin        |
| 4.      | Julia Marino         |
| 5.      | Kokomo Murase        |
| 6.      | Reira Iwabuchi       |
| 7.      | Anna Gasser          |
| 8.      | Annika Morgan        |

### SuperPipe
| Miejsce | Zawodnik        |
| ------- | --------------- |
|         | Yūto Totsuka    |
|         | Scotty James    |
|         | Ruka Hirano     |
| 4.      | Taylor Gold     |
| 5.      | Joey Okesson    |
| 6.      | Chase Blackwell |
| 7.      | Jan Scherrer    |

| Miejsce | Zawodniczka       |
| ------- | ----------------- |
|         | Chloe Kim         |
|         | Maddie Mastro     |
|         | Haruna Matsumoto  |
| 4.      | Kurumi Imai       |
| 5.      | Queralt Castellet |
| 6.      | Ruki Tomita       |
| 7.      | Brooke D'Hondt    |
| 8.      | Sonora Alba       |

### Knuckle Huck
| Miejsce | Zawodnik             |
| ------- | -------------------- |
|         | Dusty Henricksen     |
| —       | Jamie Anderson       |
| —       | Lyon Farrell         |
| —       | Jake Canter          |
| —       | Sebbe De Buck        |
| —       | Ryo Aizawa           |
| —       | Fridtjof Tischendorf |
| —       | Marcus Kleveland     |

## Tabela medalowa
| #   | Reprezentacja     | Złoto | Srebro | Brąz | Razem |
| --- | ----------------- | ----- | ------ | ---- | ----- |
| 1.  | Stany Zjednoczone | 6     | 2      | 2    | 10    |
| 2.  | Chiny             | 2     | 0      | 1    | 3     |
| 3.  | Szwajcaria        | 2     | 0      | 0    | 2     |
| 4.  | Norwegia          | 1     | 2      | 1    | 4     |
| 5.  | Japonia           | 1     | 1      | 2    | 4     |
| 6.  | Nowa Zelandia     | 1     | 1      | 1    | 3     |
| 7.  | Szwecja           | 1     | 1      | 0    | 2     |
| 8.  | Kanada            | 0     | 2      | 4    | 6     |
| 9.  | Australia         | 0     | 1      | 0    | 1     |
| 9.  | Francja           | 0     | 1      | 0    | 1     |
| 9.  | Wielka Brytania   | 0     | 1      | 0    | 1     |
| 12. | Finlandia         | 0     | 0      | 1    | 1     |